# 蕭壠堡
蕭壠堡（臺灣話：Siau-lang-pó，又音Siau-lâng-pó），是台灣南部自清治時期至日治初期的一個行政區劃，其範圍包括今台南市的佳里區中部及七股區北部。
蕭壠堡西邊瀕臨台灣海峽，北邊為漚汪堡，東邊為佳里興堡，南邊為西港仔堡。

## 管轄街庄
蕭壠堡共轄9個庄：
- 今佳里區境內：蕭壠庄、番仔藔庄、下營庄
- 今七股區境內：後港庄、城仔內庄、篤加庄、頂山仔庄、下山仔藔庄、七股藔庄